# Anraku Kanemichi

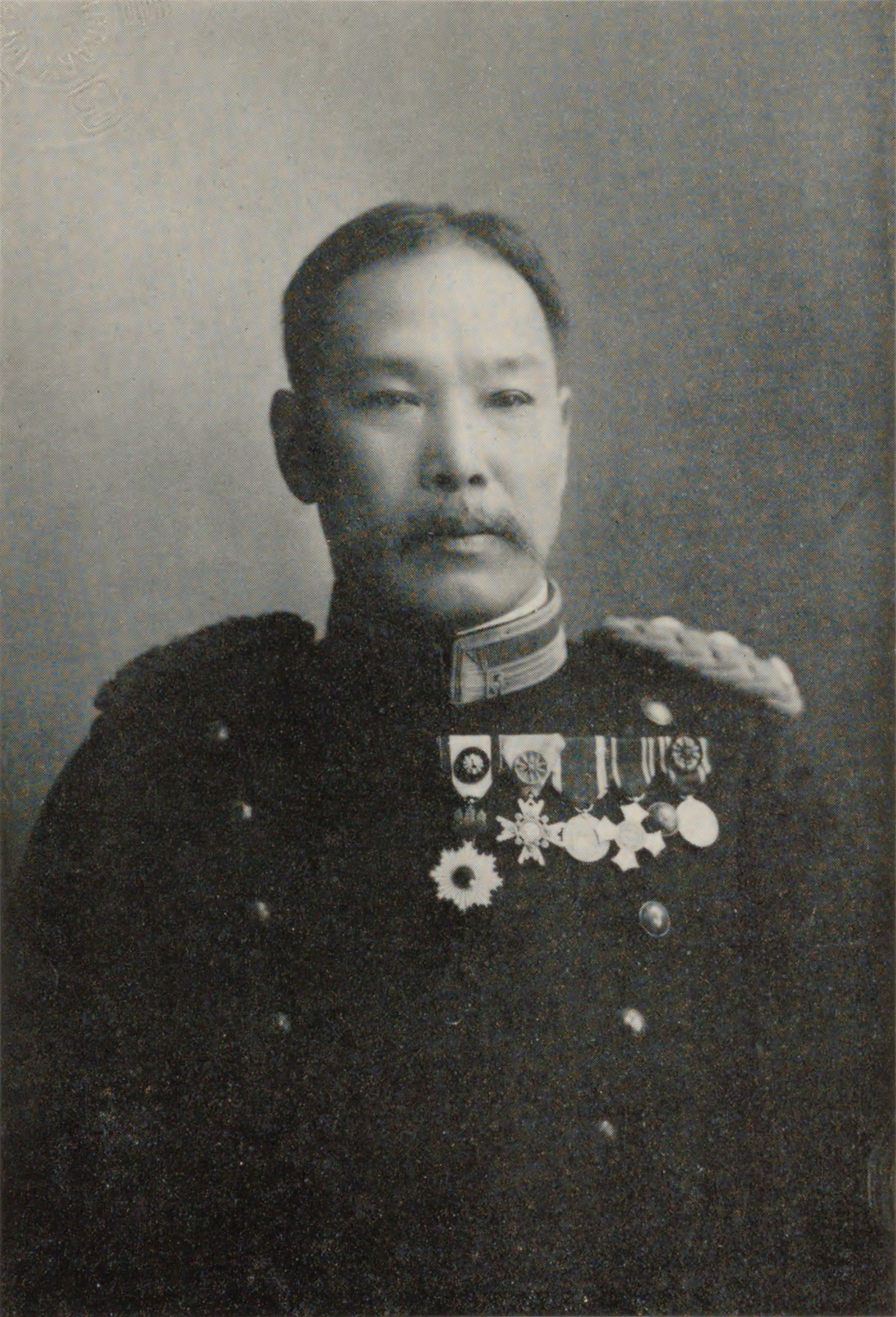
Anraku Kanemichi

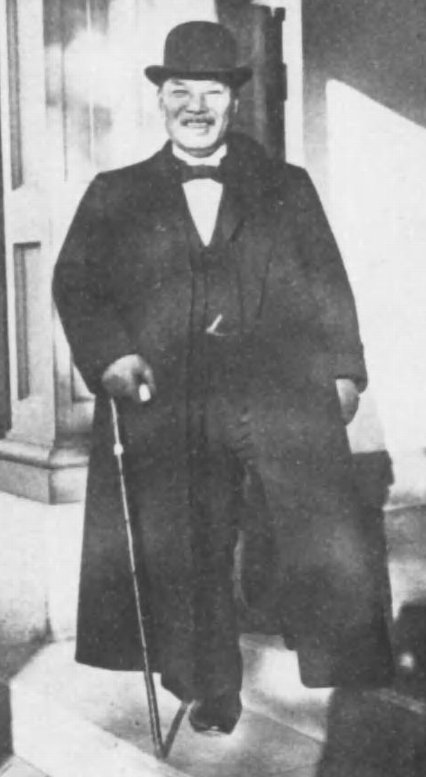
Anraku Kanemichi

Anraku Kanemichi (japanisch: 安楽兼道; * 13. Januar 1851 in Satsuma, Provinz Satsuma; † 12. April 1932) war ein Polizeioffizier, Verwaltungsbeamter, Unternehmer und Politiker im Kaiserreich Japan, der Gouverneur verschiedener Präfekturen sowie vier Mal zwischen 1900 und 1914 General-Superintendent der Polizeibehörde von Tokio (Keishi-chō). Er war zudem zwischen 1904 und seinem Tode Mitglied des Herrenhauses (Kizokuin), des Oberhauses des Reichstages (Teikoku-gikai).

## Leben

### Polizeioffizier und Präfektur-Gouverneur
Anraku Kanemichi, dessen Vater Niiro Ikkaku ein Samurai aus Kagoshima, wurde 1871 Wachoffizier in Tokio und lebte danach von Oktober 1873 bis November 1874 wieder in seinem Heimatort. Danach kehrte er nach Tokio zurück, wo er im März 1875 Vize-Polizeiinspektor der Nationalen Polizeiagentur wurde. In der Folgezeit fand er Verwendung als Polizeioffizier in der Präfektur Ishikawa und in der Präfektur Kōchi, ehe er zuletzt 1886 Chef der Polizeibehörde der Präfektur Kumamoto wurde.
Im Dezember 1896 wurde er Gouverneur der Präfektur Yamaguchi, 1897 Gouverneur der Präfektur Fukushima und schließlich 1898 Gouverneur der Präfektur Gifu. Während dieser gründete er 1899 auch die Nohi Landwirtschafts- und Industriebank. Danach übernahm er im April 1899 den Posten als Generaldirektor der Abteilung Polizei und öffentliche Sicherheit im Ministerium für Innere Angelegenheiten (Naimu-shō). Zugleich war der Gründer der Gesellschaft zur Unterstützung der Polizei (Keisatsu Kyokai).

### Polizeipräsident von Tokio und Mitglied des Herrenhauses
Am 19. Oktober 1900 erfolgte die erste Ernennung von Anraku Kanemichi zum General-Superintendent der Polizeibehörde von Tokio (Keishi-chō) und er bekleidete diese Funktion zunächst bis zum 2. Juni 1901. 1904 wurde er zudem Mitglied des Herrenhauses (Kizokuin), des Oberhauses des Reichstages (Teikoku-gikai), dem er bis zu seinem Tode angehörte. Er war zwischen dem 17. Januar 1906 und dem 20. Juli 1908, vom 4. September 1911 bis zum 21. Dezember 1912 sowie zwischen dem 21. Februar 1913 und dem 16. April 1914 abermals General-Superintendent der Polizeibehörde von Tokio. Darüber hinaus war er von Juli 1915 bis Mai 1921 Vorstandsvorsitzender des Kunstdüngerherstellers Dai Nippon Fertilizer Co., Ltd. 
Für seine Verdienste wurde ihm am 26. Juni 1897 das Ritterkreuz sowie am 28. Dezember 1898 das Offizierskreuz des Orden des Heiligen Schatzes verliehen. Am 1. April 1914 wurde er Großoffizier des Orden des Heiligen Schatzes sowie am 1. April 1916 auch Großoffizier des Orden der Aufgehenden Sonne.